# Sphex flavovestitus
Sphex flavovestitus är en biart som beskrevs av Frederick Smith 1856.
Sphex flavovestitus ingår i släktet Sphex och familjen grävsteklar.

## Underarter
Arten delas in i följande underarter:
- Sphex flavovestitus flavovestitus
- Sphex flavovestitus saussurei